# Hőguta
A hőguta 39,5-40,6°C testhőmérsékleten alakul ki, amikor a test verejtékezése leáll, a test maghőmérséklete megemelkedik, a bőr kipirul és forróvá válik, majd a keringés rendszere fokozatosan összeomlik. A hőguta kezelés nélkül halálos kimenetelű is lehet.

## Tünetei
A hőguta legjellemzőbb tünetei közt szerepel a test belső hőmérsékletének fokozatos és jelentős megemelkedése, a test izzadásának megszűnése, illetve az eszméletvesztés.
A hőguta kialakulásakor akár együttesen több tünet is előfordulhat; fejfájás, szédülés, kábultság, bódulat, koncentrációzavar, hányinger, hányás jelentkezhet.
A hőguta kialakulása két periódusból tevődik össze. A betegség kezdeti stádiumában a szervezet még kompenzálja a keringési rendszer működésének fokozatos összeomlását. Ekkor a bőr kipirult, száraz tapintású és forró.
A második stádiumban a keringés fokozatosan egyre rendezetlenebbé válik, amely miatt a bőrben lévő erekhez egyre kevesebb vér jut, amely miatt a bőr szederjes színűvé és sápadttá válik, a pulzusszám megemelkedik.
Ha a beteg nem jut szakszerű ellátáshoz, akkor bekövetkezhet a halál. A szervek vérellátásának hosszabb ideig tartó elmaradása előidézheti azok károsodását.

## Kezelése
Mivel a hőguta igen súlyos szervi károsodásokkal, illetve esetenként halállal is végződhet, ezért hőgutagyanús esetben haladéktalanul hívjunk mentőt a beteghez. A mentők kiérkezése előtt vigyük hűvös helyre a beteget, például hűvös szobába, vagy pincébe és kezdjük meg a test hűtését hidegvizes borogatással. A bőr vérkeringésének helyreállításához masszírozzuk a beteg bőrfelületeit. Bizonyos esetekben elsősegélynyújtásra is szükség lehet. Ha a beteg nem eszméletlen állapotú, akkor itassunk vele hűtött vizet, teát.